# Герб Моначинівки
Герб Моначи́нівки — один з офіційних символів села Моначинівка, Куп'янський район Харківської області, затверджений рішенням сесії Моначинівської сільської рада.

## Опис
На червоному щиті золота кобза. На зеленій главі золота гілка дуба, яка має три листки і жолудь. Герб облямований декоративним картушем і прикрашений сільською короною.
Золота фігура кобзи уособлює високі поривання душ місцевих жителів. Фігури на обох полях пов'язані з перебуванням у селі Г. С. Сковороди. Гілка дуба символізує посаджені в селі Сковородою дуби, один із яких дістав тепер меморіальне оформлення. Фігура кобзи нагадує про те, що на цьому інструменті любив грати Сковорода. У Сковороди тут навчилися бродячі кобзарі виконувати його власні пісні: «Ой, ти птичко желтобока», «Ой, поля, поля зелены», «Всякому городу нрав и права».